# Copa de Campeones de México
La Copa de Campeones, fue un torneo oficial del fútbol mexicano organizado por la Federación Mexicana de Fútbol Asociación donde participaban exclusivamente los campeones de la Copa de la Segunda División de México de los torneos de Apertura y Clausura de un mismo año futbolístico.

## Copa de Campeones Serie A
| Temporada | Campeón del Apertura | Resultado     | Campeón del Clausura | Campeón de la Copa de Campeones | Notas |
| --------- | -------------------- | ------------- | -------------------- | ------------------------------- | ----- |
| 2013-14   | Cruz Azul (Jasso)    | 3 - 2         | Indios de la UACJ    | Cruz Azul (Jasso)               | [ 1 ] |
| 2014-15   | No se disputó        | No se disputó | No se disputó        | No se disputó                   |       |

### Campeonatos por club
| Club              | Títulos | Subtítulos | Años Campeón |
| ----------------- | ------- | ---------- | ------------ |
| Cruz Azul (Jasso) | 1       | 0          | 2013-14      |
| Indios de la UACJ | 0       | 1          | 2013-14      |

## Copa de Campeones Serie B
| Temporada | Campeón del Apertura | Resultado | Campeón del Clausura | Campeón de la Copa de Campeones |
| --------- | -------------------- | --------- | -------------------- | ------------------------------- |
| 2013-14   | Chivas Rayadas       | –         | Chivas Rayadas       | Chivas Rayadas*                 |
| 2014-15   | América Coapa        | –         | América Coapa        | América Coapa*                  |

* : Se convirtió en el Campeón de la Copa de Campeones en Automático, al ganar las 2 ediciones, el Apertura y el Clausura.

### Campeonatos por club
| Club           | Títulos | Subtítulos | Años Campeón |
| -------------- | ------- | ---------- | ------------ |
| América Coapa  | 1       | 0          | 2014-15      |
| Chivas Rayadas | 1       | 0          | 2013-14      |